# Otto Sendtner
Otto Sendtner (* 27. Juni 1813 in München; † 21. April 1859 in Erlangen in einer Nervenklinik) war ein bayrischer, deutscher Botaniker und Universitätsprofessor. Er gilt als Mitbegründer der zoenologischen Richtung der Pflanzengeographie. Sein offizielles botanisches Autorenkürzel lautet „Sendtn.“  

## Leben
Otto Sendtner war ein Sohn des Schriftstellerehepaars Jakob Sendtner und dessen Frau Barbara „Betty“ Sendtner, Tochter des Verlegers Peter Philipp Wolf und Schwester der Malerin Louise Wolf. Zu seinen sechs Geschwistern gehörte auch Theodor von Sendtner.
Er studierte nach dem Gymnasialabschluss 1830 am (heutigen) Wilhelmsgymnasium München an der Universität München Naturwissenschaften. Einflussreicher Lehrer war Karl Friedrich Schimper. 1837 war er als Privatsekretär bei einem Gutsherrn in Schlesien angestellt und studierte in dieser Zeit die Kryptogamenflora des Sudetenlandes. Ab 1841 war er Konservator am herzoglich Leuchtenbergschen Naturalienkabinett in Eichstätt. 1842 gelang ihm die dokumentierte Erstbesteigung von Razor und Kanin. Ab 1843 unternahm Sendtner in Zusammenarbeit mit Mutius von Tommasini botanische Sammelreisen durch Istrien und Tirol, 1847 durch Bosnien. Im Jahre 1852 gelang Sendtner die erste dokumentierte Besteigung der Mädelegabel in den Allgäuer Alpen auf dem heutigen Normalweg.
Ab 1854 war Sendtner außerordentlicher Professor, beim Amtsantritt Carl Wilhelm von Nägelis im Jahr 1857, der die Direktion des Gartens übernahm, wurde ein zweiter Lehrstuhl neu geschaffen, auf den Sendtner berufen wurde. Gleichzeitig wurde er auch 1. Konservator des Herbars der Universität München.
Sendtner war um die Klärung wichtiger biogeographischer Grundbegriffe bemüht, so z. B. um die Begriffe Standort, Region und Zone. Er charakterisierte die Vegetationsstufen aufgrund der vertikalen Verbreitung diagnostisch wichtiger Pflanzenarten.

„Die Pflanzen treten also selbst in die Reihe der die Standörtlichkeit zusammensetzenden und die Vegetationsform bedingenden Faktoren ein, und zwar ihre Körper sowohl als lebende wie als tote. Ihr Eintreten modifiziert die ursprünglich vorhandenen Bedingungen. Der Schatten und die Verwesungsprodukte greifen ein in Klima, Feuchtigkeit, Beschaffenheit der Nahrungsmittel und des Bodens.“

Otto Sendtner ist der Autor der Erstbeschreibungen von weit über 200 Taxa, darunter etwa 150 Solanum-Taxa. Hinzu kommen noch zusammen mit anderen Botanikern vorgenommene Erstbeschreibungen, beispielsweise des Bunt-Schwingels Festuca bosniaca Kummer & Sendtner 1849 gemeinsam mit Ferdinand Kummer.
Seit 1835 war er Mitglied des Corps Bavaria München. Sein Grab befindet sich in München auf dem Alten Südfriedhof.

## Ehrungen
Nach Otto Sendtner wurden die Moosgattung Sendtnera Endl. und die Zeitschrift Sendtnera benannt. 

## Schriften (Auswahl)
- mit Ferdinand Kummer: Enumeratio plantarum in itinere Sendtneriano in Bosnia lectarum, cum definitionibus novarum specierum et adumbrationibus obscurarum varietatumque. In: Flora, XXXII, Regensburg 1849, S. 1–10 (sectio prima) (Digitalisat) und 753–766 (sectio secunda) (Digitalisat)
- Die Vegetations-Verhältnisse Südbayerns nach den Grundsätzen der Pflanzengeographie und mit Bezugnahme auf Landescultur. Literarisch-artistische Anstalt, München 1854 (941 S., Digitalisat)
- Die Vegetations-Verhältnisse des Bayerischen Waldes nach den Grundsätzen der Pflanzengeographie (...). Nach dem Manuscripte des Verfassers vollendet von W. Gümbel und L. Radlkofer. Literarisch-artistische Anstalt, München 1860 (505 S., Digitalisat)